# 馬格尼什夫卡
49°14′38″N 27°3′18″E / 49.24389°N 27.05500°E

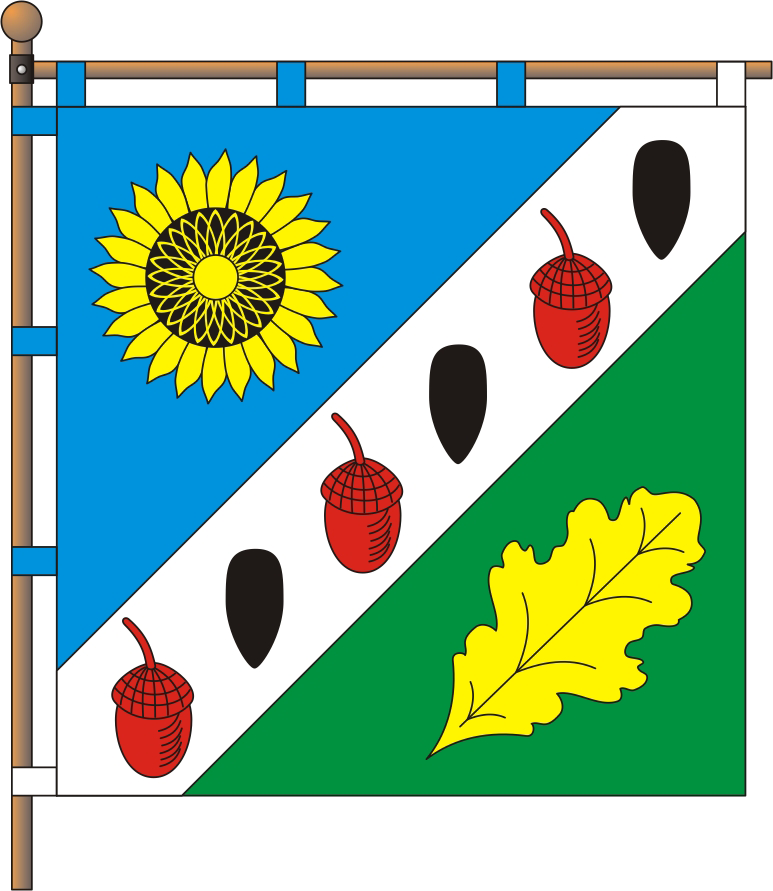
马格尼什夫卡标志

馬赫尼希夫卡（烏克蘭語：Магнишівка）是位於烏克蘭西部的村莊，由赫梅利尼茨基州裡赫梅利尼茨基區的亞爾莫林齊市鎮負責管轄。該村處於沃夫喬克河畔，面積0.83平方公里，海拔高度318米，2001年人口201。